# Abdelkader Zrouri
Abdelkader al-Zrouri (in arabo عبد القادر الزروري‎?; 20 settembre 1976) è un taekwondoka marocchino.
Ha partecipato ai Giochi di Atene 2004 e di Pechino 2008, gareggiando nella categoria degli 80 kg.
Nel 2004, ha rappresentato il suo Paese come portabandiera alla cerimonia di chiusura delle Olimpiadi.
Ha vinto 1 argento ed 1 bronzo ai Mondiali nel 2005  e nel 2007.